# Деревянко, Константин Васильевич
Константи́н Васи́льевич Деревя́нко (род. 8 января 1956, Ворошиловград) — украинский философ, религиовед, богослов и литературовед, доцент кафедры мировой философии и теологии Восточноукраинского национального университета им. Владимира Даля, кандидат философских наук. Исследователь немецкой классической философии, соавтор резонансных научно-публицистических трудов «Тарас Шевченко — крёстный отец украинского национализма» (2005) и «Украинка против Украины» (2012), посвященных критическому философско-мировоззренческому анализу наследия Т.Г. Шевченко и Леси Украинки.

## Биография
Родился в Ворошиловграде 8 января 1956 года.
В 1981 году заканчивает Ворошиловградский государственный медицинский институт по специальности «врач-психиатр».

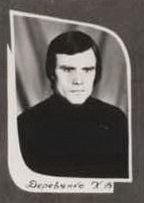
К. В. Деревянко в 1981 году

В 1992 году публикует первое своё крупное историко-философское исследование — «Биоцентрическая система Гегеля».
В 2005 году, в соавторстве с Глебом Бобровым и Николаем Грековым, издает монографию «Тарас Шевченко — крёстный отец украинского национализма», в которой исследует мировоззренческую позицию Т.Г. Шевченко. Книга вызвала определенный резонанс в среде украинских националистов.
В 2010 году, в Восточноукраинском национальном университете им. Владимира Даля, защищает диссертацию на соискание степени кандидата философских наук по теме «Концепция кризиса современного искусства в эстетике Ганса Зедльмайера».
В 2012 году выходит в свет новая книга Деревянко и Боброва — «Украинка против Украины», получившая множество откликов в политических и академических кругах Украины.
С 2012 года — докторант. Работает на кафедре прикладной философии и теологии Института философии и психологии Восточноукраинского национального университета имени Владимира Даля.

### Основные публикации
Константин Васильевич Деревянко — автор десятков оригинальных публикаций по литературоведению, истории философии, религиоведению. Особое место в его трудах занимает исследование наследия Г. В. Ф. Гегеля и его роли в развитии европейской культуры и философии.

### Издания
Деревянко К. В. Биоцентрическая система Гегеля. Луганск: Изд-во Восточноукр. ун.-та, 1992.
Деревянко К. В. Диалектика и творчество, Луганск: Изд-во Восточноукр. ун.-та, 1999.
Бобров Г., Греков Н., Деревянко К. Тарас Шевченко — крестный отец украинского национализма — Луганск, издательство «Шико», 2005.
Деревянко К. В. Концепція кризи сучасного мистецтва в естетиці Ганса Зедльмайра.: автореферат дис. … канд. филос. наук: Луганск, вид-во ВНУ им. Даля, 2009.
Бобров Г., Деревянко К. Украинка против Украины — Луганск, издательство «Шико», 2012.

### Основные статьи
- Деревянко К. В. Православие протестанта Гегеля/ Деревянко К. В. // Лугань: сб.науч.трудов [Отв.ред. В. Д. Исаев]- Луганск, Изд-во «ЛКТ-Электрон», 1996 — с.56-65.
- Дерев’янко К. В. Теургічна естетика Ганса Зедльмайра/ Дерев’янко К.В// «Гілея (науковий вісник)»: Збірник наукових праць.- К., 2009 (27).
- Деревянко К. В. Взаимосвязь гегелевской эстетики и философии религии/ Деревянко К. В.// Філософські дослідження, 2010 (11). — с. 127—133.
- Деревянко К. В. Эстетика Пушкина в свете диалектики Гегеля/ Деревянко К. В.// Філософські дослідження, 2010, 1 (12). — с. 161—174.
- Деревянко К. В. Диалектика Пушкина и диалектика Гегеля: эстетические принципы/ Деревянко К. В.// Філософські дослідження, 2011 (13). — с. 167—183.
- Дерев’янко К. В. Диалектические аспекты литературной критики/ Деревянко К. В // «Гілея (науковий вісник)»: Збірник наукових праць.- К., 2011 (53).
- Деревянко К. В. Диалектические основания эстетики и космологии А. Ф. Лосева/ Деревянко К. В.// Філософські дослідження, 2012 (15). — с. 167—183.
- Деревянко К. В. Критики чистого разума, или как не следует критиковать Гегеля[15].
- Деревянко К.В, Ильченко В. И. Духовная диалектика в содержании современного образования/ Деревянко К. В., Ильченко В. И.// Філософські дослідження, 2012 (16). — с. 167—183.

### Рецензии
Константин Деревянко. Рецензия к роману Г. Боброва «Эпоха Мертворожденных».